# Štefan Meľuch
Štefan Meľuch [štěfan meľuch] (* 19. ledna 1947 Radatice), často uváděný jako Štefan Melúch, je slovenský učitel, fotbalový trenér a bývalý útočník.
V roce 2007 mu byla udělena medaile „Pocta svatého Gorazda“ za celoživotní práci a mimořádné výsledky ve výchovně vzdělávacím procesu se zaměřením na děti, mládež a rozvoj sportu.
Roku 2012 byl u příležitosti stého výročí organizovaného fotbalu v Liptovském Mikuláši vyznamenán pamětní medailí města Liptovský Mikuláš za dlouhodobou hráčskou a trenérskou činnost.

## Vzdělání a profese
V Prešově vystudoval gymnázium i pedagogickou fakultu. Jako učitel začal roku 1979 na středním odborném učilišti stavebním. Později se stal jeho ředitelem a byl jím až do roku 2002, kdy sloučením stavebního učiliště a stavební průmyslovky vznikla Združená stredná škola stavebná Liptovský Mikuláš (od 1. ledna 2009 Stredná odborná škola stavebná Liptovský Mikuláš), v jejímž čele stál do roku 2010.

## Fotbalová kariéra
V československé lize hrál za Tatran Prešov. Nastoupil ve 13 ligových utkáních. Gól v lize nedal. Během základní vojenské služby hrál za Duklu Banská Bystrica. Kariéru ukončil v roce 1978 v Tatranu Liptovský Mikuláš.

### Ligová bilance
| Ročník                                     | Zápasy | Góly | Minuty | Klub          |
| ------------------------------------------ | ------ | ---- | ------ | ------------- |
| 1. československá fotbalová liga 1969/1970 | 8      | 0    | 352    | Tatran Prešov |
| 1. československá fotbalová liga 1970/1971 | 3      | 0    | 30     | Tatran Prešov |
| 1. československá fotbalová liga 1971/1972 | 2      | 0    | 180    | Tatran Prešov |
| CELKEM I. ČS. LIGA                         | 13     | 0    | 562    |               |